# Liste der Fahnenträger der Olympischen Winterspiele 2014

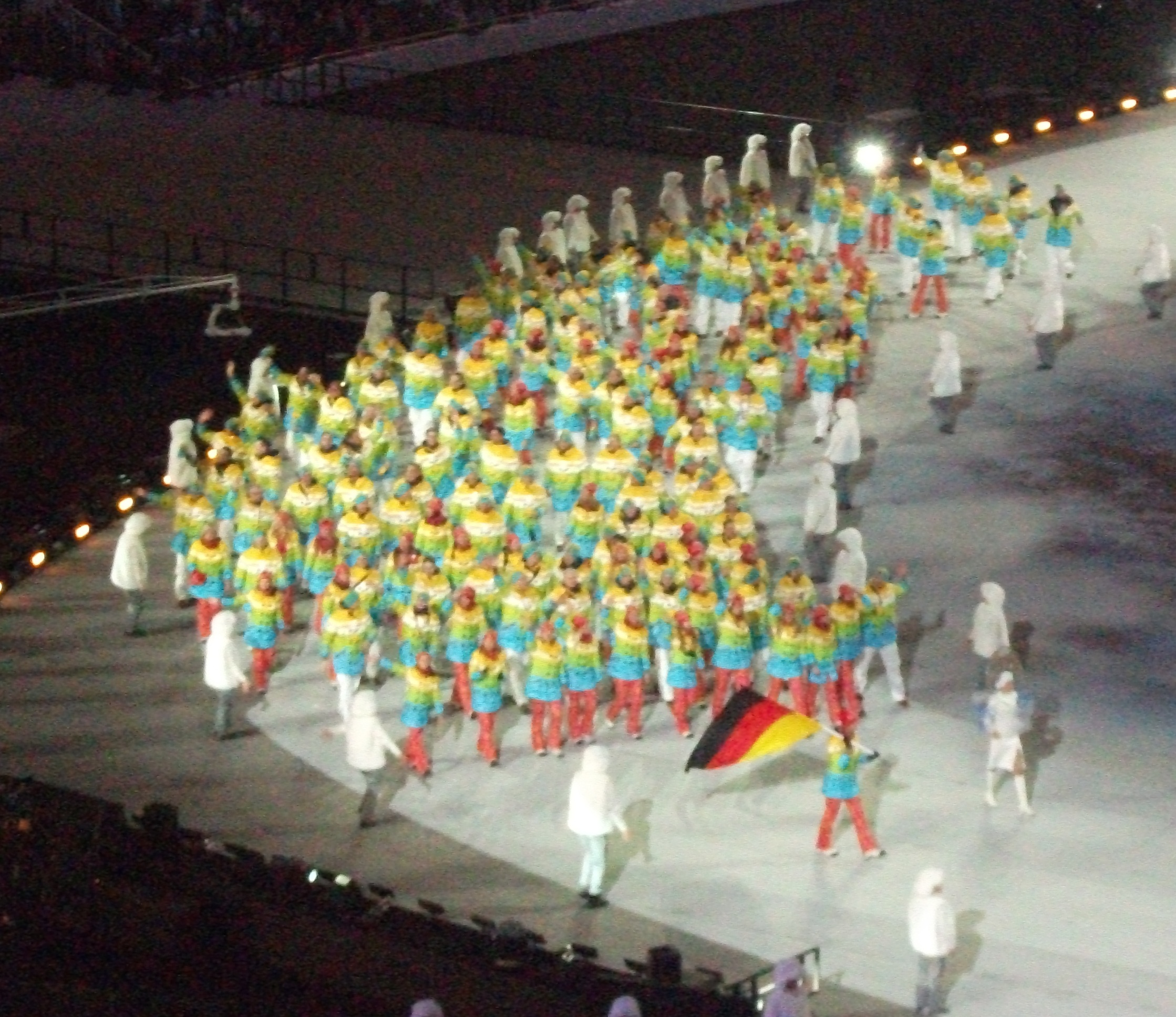
Das deutsche Team bei der Eröffnungsfeier

Die Liste der Fahnenträger der Olympischen Spiele 2014 führt die Fahnenträger sowohl der Eröffnungsfeier am 7. Februar als auch der Schlussfeier am 23. Februar auf.
Beim Einmarsch der Nationen zogen Athleten aller teilnehmenden Länder ins Olympiastadion Sotschi ein. Bei der Eröffnungsfeier wurden die einzelnen Teams von einem Fahnenträger aus den Reihen ihrer Sportler oder Offiziellen angeführt, der entweder von ihrem jeweiligen Nationalen Olympischen Komitee (NOK) oder von den Athleten selbst bestimmt wurde. Bei der Schlussfeier gingen die Fahnenträger separat vor allen anderen Athleten, die ein gemeinsames Feld bildeten, ohne zwischen den Nationalitäten zu unterscheiden.

## Reihenfolge
Der griechischen Mannschaft wurde traditionell der Platz an vorderster Stelle gewährt, ein Sonderstatus, der aus der Ausrichtung der antiken und ersten Spiele der Moderne in Griechenland herrührt. Die Gastgebernation Russland marschierte als letzte Nation ein. Die Athleten der anderen Länder betraten das Stadion in alphabetischer Reihenfolge in der Sprache der Gastgebernation, in diesem Fall also Russisch. Diese Reihenfolge entspricht sowohl der Tradition als auch den Statuten des Internationalen Olympischen Komitees (IOK).

## Liste der Fahnenträger
Nachfolgend führt eine Liste die Fahnenträger der Eröffnungs- und Schlussfeier aller teilnehmenden Nationen auf, sortiert nach der Abfolge ihres Einmarsches. Die Liste ist zudem sortierbar nach ihrem Staatsnamen, nach Mannschaftskürzel, nach Anzahl der Athleten, nach dem Nachnamen des Fahnenträgers und dessen Sportart.

### Nach Nationen
| #  | Nationalmannschaft                       | Kürzel    | Athleten | Eröffnungsfeier             | Eröffnungsfeier       | Schlussfeier                    | Schlussfeier     |
| #  | Nationalmannschaft                       | Kürzel    | Athleten | Fahnenträger                | Sportart              | Fahnenträger                    | Sportart         |
| -- | ---------------------------------------- | --------- | -------- | --------------------------- | --------------------- | ------------------------------- | ---------------- |
| 1  | Griechenland                             | GRE       | 7        | Panagiota Tsakiri           | Skilanglauf           | Alexandros Kefalas              | Skeleton         |
| 2  | Australien                               | AUS       | 60       | Alex Pullin                 | Snowboard             | David Morris                    | Freestyle-Skiing |
| 3  | Österreich                               | AUT       | 130      | Mario Stecher               | Nordische Kombination | Julia Dujmovits                 | Snowboard        |
| 4  | Aserbaidschan                            | AZE       | 4        | Rahman Khalilov             | Offizieller           | Alexei Sitnikow                 | Eiskunstlauf     |
| 5  | Albanien                                 | ALB       | 2        | Erjon Tola                  | Ski Alpin             | Suela Mëhilli                   | Ski Alpin        |
| 6  | Andorra                                  | AND       | 6        | Mireia Gutiérrez            | Ski Alpin             | Laure Soulie                    | Biathlon         |
| 7  | Argentinien                              | ARG       | 7        | Cristian Simari Birkner     | Ski Alpin             | Sebastiano Gastaldi             | Ski Alpin        |
| 8  | Armenien                                 | ARM       | 4        | Sergej Mikajeljan           | Skilanglauf           | Arman Serebrakian               | Ski Alpin        |
| 9  | Britische Jungferninseln                 | IVB       | 1        | Peter Crook                 | Freestyle-Skiing      | Peter Crook                     | Freestyle-Skiing |
| 10 | Belarus                                  | BLR       | 26       | Aljaksej Hryschyn           | Freestyle-Skiing      | Darja Domratschawa              | Biathlon         |
| 11 | Belgien                                  | BEL       | 7        | Hanna Mariën                | Bob                   | Bart Swings                     | Eisschnelllauf   |
| 12 | Bermuda                                  | BER       | 1        | Tucker Murphy               | Skilanglauf           | Volunteer                       | Volunteer        |
| 13 | Bulgarien                                | BUL       | 18       | Marija Kirkowa              | Ski Alpin             | Nikola Tschongarow              | Ski Alpin        |
| 14 | Bosnien und Herzegowina                  | BIH       | 5        | Žana Novaković              | Ski Alpin             | Žana Novaković                  | Ski Alpin        |
| 15 | Brasilien                                | BRA       | 13       | Jaqueline Mourão            | Biathlon Skilanglauf  | Isadora Williams                | Eiskunstlauf     |
| 16 | Mazedonien                               | MKD       | 3        | Darko Damjanovski           | Skilanglauf           | Volunteer                       | Volunteer        |
| 17 | Großbritannien                           | GBR       | 56       | Jon Eley                    | Shorttrack            | Elizabeth Yarnold               | Skeleton         |
| 18 | Ungarn                                   | HUN       | 16       | Bernadett Heidum            | Shorttrack            | Szandra Lajtos                  | Shorttrack       |
| 19 | Venezuela                                | VEN       | 1        | Antonio José Pardo Andretta | Ski Alpin             | Antonio José Pardo Andretta     | Ski Alpin        |
| 20 | Amerikanische Jungferninseln             | ISV       | 1        | Jasmine Campbell            | Ski Alpin             | Jasmine Campbell                | Ski Alpin        |
| 21 | Deutschland                              | GER       | 153      | Maria Höfl-Riesch           | Ski Alpin             | Felix Loch                      | Rennrodeln       |
| 22 | Hongkong                                 | HKG       | 1        | Barton Lui Pan-to           | Shorttrack            | Volunteer                       | Volunteer        |
| 23 | Georgien                                 | GEO       | 4        | Nino Ziklauri               | Ski Alpin             | Elene Gedewanischwili           | Eiskunstlauf     |
| 24 | Dänemark                                 | DEN       | 12       | Lene Nielsen                | Curling               | Martin Møller                   | Skilanglauf      |
| 25 | Dominica                                 | DMA       | 2        | Gary di Silvestri           | Skilanglauf           | Gary di Silvestri               | Skilanglauf      |
| 26 | Simbabwe                                 | ZIM       | 1        | Luke Steyn                  | Ski Alpin             | Luke Steyn                      | Ski Alpin        |
| 27 | Israel                                   | ISR       | 5        | Vladislav Bykanov           | Shorttrack            | Vladislav Bykanov               | Shorttrack       |
| 28 | Iran                                     | IRI       | 5        | Hossein Saveh Shemshaki     | Ski Alpin             | Mohammad Kiadarbandsari         | Ski Alpin        |
| 29 | Irland                                   | IRL       | 5        | Conor Lyne                  | Ski Alpin             | Seamus O’Connor                 | Snowboard        |
| 30 | Island                                   | ISL       | 5        | Sævar Birgisson             | Skilanglauf           | Helga María Vilhjálmsdóttir     | Ski Alpin        |
| 31 | Spanien                                  | ESP       | 20       | Javier Fernández López      | Eiskunstlauf          | Laura Orgué                     | Skilanglauf      |
| 32 | Italien                                  | ITA       | 113      | Armin Zöggeler              | Rennrodeln            | Arianna Fontana                 | Shorttrack       |
| 33 | Kasachstan                               | KAZ       | 51       | Jerdos Achmadijew           | Skilanglauf           | Jerdos Achmadijew               | Skilanglauf      |
| 34 | Cayman Islands                           | CAY       | 1        | Dow Travers                 | Ski Alpin             | Dow Travers                     | Ski Alpin        |
| 35 | Kanada                                   | CAN       | 220      | Hayley Wickenheiser         | Eishockey             | Kaillie Humphries Heather Moyse | Bob              |
| 36 | Zypern                                   | CYP       | 2        | Constantinos Papamichael    | Ski Alpin             | Alexandra Taylor                | Ski Alpin        |
| 37 | Kirgisistan                              | KGZ       | 1        | Dmitri Trelewski            | Ski Alpin             | Jewgeni Timofejew               | Ski Alpin        |
| 38 | Volksrepublik China                      | CHN       | 65       | Tong Jian                   | Eiskunstlauf          | Liu Qiuhong                     | Shorttrack       |
| 39 | Lettland                                 | LAT       | 57       | Sandis Ozoliņš              | Eishockey             | Daumants Dreiškens              | Bob              |
| 40 | Libanon                                  | LIB       | 2        | Alexandre Mohbat            | Ski Alpin             | Jackie Chamoun                  | Ski Alpin        |
| 41 | Litauen                                  | LTU       | 9        | Deividas Stagniūnas         | Eiskunstlauf          | Agnė Sereikaitė                 | Shorttrack       |
| 42 | Liechtenstein                            | LIE       | 4        | Tina Weirather              | Ski Alpin             | Volunteer                       | Volunteer        |
| 43 | Luxemburg                                | LUX       | 1        | Kari Peters                 | Skilanglauf           | Volunteer                       | Volunteer        |
| 44 | Malta                                    | MLT       | 1        | Élise Pellegrin             | Ski Alpin             | Élise Pellegrin                 | Ski Alpin        |
| 45 | Marokko                                  | MAR       | 2        | Adam Lamhamedi              | Ski Alpin             | Adam Lamhamedi                  | Ski Alpin        |
| 46 | Mexiko                                   | MEX       | 1        | Hubertus von Hohenlohe      | Ski Alpin             | Hubertus von Hohenlohe          | Ski Alpin        |
| 47 | Moldau                                   | MDA       | 4        | Victor Pînzaru              | Skilanglauf           | Victor Pinzaru                  | Skilanglauf      |
| 48 | Monaco                                   | MON       | 5        | Olivier Jenot               | Ski Alpin             | Rudy Rinaldi                    | Bob              |
| 49 | Mongolei                                 | MGL       | 2        | Boldyn Bjambadordsch        | Skilanglauf           | Tschinbatyn Otgontsetseg        | Skilanglauf      |
| 50 | Unabhängige Olympiateilnehmer / Indien * | IOP / IND | 3        | Volunteer                   | Volunteer             | Himanshu Thakur                 | Ski Alpin        |
| 51 | Nepal                                    | NEP       | 1        | Dachhiri Sherpa             | Skilanglauf           | Dachhiri Sherpa                 | Skilanglauf      |
| 52 | Niederlande                              | NED       | 41       | Jorien ter Mors             | Shorttrack            | Bob de Jong                     | Eisschnelllauf   |
| 53 | Neuseeland                               | NZL       | 15       | Shane Dobbin                | Eisschnelllauf        | Josiah Wells                    | Freestyle-Skiing |
| 54 | Norwegen                                 | NOR       | 119      | Aksel Lund Svindal          | Ski Alpin             | Ole Einar Bjørndalen            | Biathlon         |
| 55 | Pakistan                                 | PAK       | 1        | Muhammad Karim              | Ski Alpin             | Muhammad Karim                  | Ski Alpin        |
| 56 | Paraguay                                 | PAR       | 1        | Julia Marino                | Freestyle-Skiing      | Volunteer                       | Volunteer        |
| 57 | Peru                                     | PER       | 3        | Roberto Carcelén            | Skilanglauf           | Roberto Carcelén                | Skilanglauf      |
| 58 | Polen                                    | POL       | 59       | Dawid Kupczyk               | Bob                   | Zbigniew Bródka                 | Eisschnelllauf   |
| 59 | Portugal                                 | POR       | 2        | Arthur Hanse                | Ski Alpin             | Camille Dias                    | Ski Alpin        |
| 60 | Südkorea                                 | KOR       | 71       | Lee Kyu-hyeok               | Eisschnelllauf        | Lee Kyu-hyeok                   | Eisschnelllauf   |
| 61 | Rumänien                                 | ROU       | 23       | Éva Tófalvi                 | Biathlon              | Éva Tófalvi                     | Biathlon         |
| 62 | San Marino                               | SMR       | 2        | Vincenzo Michelotti         | Ski Alpin             | Federica Selva                  | Ski Alpin        |
| 63 | Serbien                                  | SRB       | 8        | Milanko Petrović            | Biathlon Skilanglauf  | Nevena Ignjatović               | Ski Alpin        |
| 64 | Slowakei                                 | SVK       | 63       | Zdeno Chára                 | Eishockey             | Anastasiya Kuzmina              | Biathlon         |
| 65 | Slowenien                                | SLO       | 67       | Tomaž Razingar              | Eishockey             | Žan Košir                       | Snowboard        |
| 66 | Vereinigte Staaten                       | USA       | 230      | Todd Lodwick                | Nordische Kombination | Julie Chu                       | Eishockey        |
| 67 | Tadschikistan                            | TJK       | 1        | Alischer Qudratow           | Ski Alpin             | Alischer Qudratow               | Ski Alpin        |
| 68 | Thailand                                 | THA       | 2        | Kanes Sucharitakul          | Ski Alpin             | Kanes Sucharitakul              | Ski Alpin        |
| 69 | Chinesisch Taipeh                        | TPE       | 3        | Sung Ching-yang             | Eisschnelllauf        | Mackenzie Blackburn             | Shorttrack       |
| 70 | Osttimor                                 | TLS       | 1        | Yohan Goutt Goncalves       | Ski Alpin             | Yohan Goutt Goncalves           | Ski Alpin        |
| 71 | Togo                                     | TOG       | 2        | Mathilde-Amivi Petitjean    | Skilanglauf           | Alessia Afi Dipol               | Ski Alpin        |
| 72 | Tonga                                    | TGA       | 1        | Bruno Banani                | Rennrodeln            | Bruno Banani                    | Rennrodeln       |
| 73 | Türkei                                   | TUR       | 6        | Alper Uçar                  | Eiskunstlauf          | Tuğba Kocağa                    | Ski Alpin        |
| 74 | Usbekistan                               | UZB       | 3        | Xenija Grigorewa            | Ski Alpin             | Xenija Grigorewa                | Ski Alpin        |
| 75 | Ukraine                                  | UKR       | 43       | Walentyna Schewtschenko     | Skilanglauf           | Wita Semerenko                  | Biathlon         |
| 76 | Philippinen                              | PHI       | 1        | Michael Christian Martinez  | Eiskunstlauf          | Volunteer                       | Volunteer        |
| 77 | Finnland                                 | FIN       | 104      | Enni Rukajärvi              | Snowboard             | Iivo Niskanen                   | Skilanglauf      |
| 78 | Frankreich                               | FRA       | 114      | Jason Lamy Chappuis         | Nordische Kombination | Martin Fourcade                 | Biathlon         |
| 79 | Kroatien                                 | CRO       | 11       | Ivica Kostelić              | Ski Alpin             | Vedrana Malec                   | Skilanglauf      |
| 80 | Montenegro                               | MNE       | 2        | Tarik Hadžić                | Ski Alpin             | Volunteer                       | Volunteer        |
| 81 | Tschechien                               | CZE       | 89       | Šárka Strachová             | Ski Alpin             | Ondřej Moravec                  | Biathlon         |
| 82 | Chile                                    | CHI       | 6        | Dominique Ohaco             | Freestyle-Skiing      | Yonathan Fernández              | Skilanglauf      |
| 83 | Schweiz                                  | SUI       | 163      | Simon Ammann                | Skispringen           | Patrizia Kummer                 | Snowboard        |
| 84 | Schweden                                 | SWE       | 111      | Anders Södergren            | Skilanglauf           | Charlotte Kalla                 | Skilanglauf      |
| 85 | Estland                                  | EST       | 25       | Indrek Tobreluts            | Biathlon              | Karel Tammjärv                  | Skilanglauf      |
| 86 | Jamaika                                  | JAM       | 3        | Marvin Dixon                | Bob                   | Volunteer                       | Volunteer        |
| 87 | Japan                                    | JPN       | 113      | Ayumi Ogasawara             | Curling               | Ayumi Ogasawara                 | Curling          |
| 88 | Russland                                 | RUS       | 226      | Alexander Subkow            | Bob                   | Maxim Trankow                   | Eiskunstlauf     |

### Nach Sportarten
Serbien und Brasilien hatten bei der Eröffnungsfeier einen Fahnenträger, der sowohl im Biathlon als auch im Skilanglauf antrat.
| Sportart              | Eröffnungsfeier | Anzahl | Schlussfeier | Anzahl |
| --------------------- | --- | ------ | --- | ------ |
| Biathlon              | Rumänien Brasilien Estland Serbien | 4      | Rumänien Slowakei Belarus Frankreich Andorra Norwegen Tschechien Ukraine | 8      |
| Bobsport              | Belgien Polen Jamaika Russland | 4      | Kanada Lettland Monaco | 3      |
| Curling               | Danemark Japan | 2      | Japan | 1      |
| Eishockey             | Kanada Lettland Slowakei Slowenien | 4      | Vereinigte Staaten | 1      |
| Eiskunstlauf          | Spanien China Volksrepublik Litauen Turkei Philippinen | 5      | Brasilien Russland Aserbaidschan Georgien | 4      |
| Eisschnelllauf        | Neuseeland Korea Sud Chinesisch Taipeh | 3      | Belgien Polen Korea Sud Niederlande | 4      |
| Freestyle-Skiing      | Jungferninseln Britische Belarus Paraguay Chile | 4      | Neuseeland Jungferninseln Britische Australien | 3      |
| Nordische Kombination | Osterreich Vereinigte Staaten Frankreich | 3      | – | 0      |
| Rennrodeln            | Italien Tonga | 2      | Tonga Deutschland | 2      |
| Shorttrack            | Vereinigtes Konigreich Ungarn Hongkong Israel Niederlande | 5      | China Volksrepublik Litauen Chinesisch Taipeh Italien Ungarn Israel | 6      |
| Skeleton              | – | 0      | Vereinigtes Konigreich Griechenland | 2      |
| Ski Alpin             | Albanien Andorra Argentinien Bulgarien Bosnien und Herzegowina Venezuela Jungferninseln Amerikanische Deutschland Georgien Simbabwe Iran Irland Cayman Islands Zypern Republik Kirgisistan Libanon Liechtenstein Malta Marokko Mexiko Monaco Norwegen Pakistan Portugal San Marino Tadschikistan Thailand Osttimor Usbekistan Kroatien Montenegro Tschechien | 32     | Serbien Turkei Albanien Argentinien Bulgarien Bosnien und Herzegowina Venezuela Jungferninseln Amerikanische Simbabwe Iran Cayman Islands Zypern Republik Kirgisistan Libanon Malta Marokko Mexiko Pakistan Portugal San Marino Tadschikistan Thailand Osttimor Usbekistan Armenien Island Togo Indien | 28     |
| Skilanglauf           | Griechenland Armenien Bermuda Mazedonien 1995 Dominica Island Kasachstan Luxemburg Moldau Republik Mongolei Nepal Peru Togo Ukraine Schweden Serbien Brasilien | 17     | Estland Danemark Spanien Chile Kroatien Dominica Kasachstan Moldau Republik Mongolei Nepal Peru Schweden Finnland | 13     |
| Skispringen           | Schweiz | 1      | – | 0      |
| Snowboard             | Finnland Australien | 2      | Slowenien Irland Schweiz | 3      |
| Volunteer             | Olympia | 1      | Jamaika Philippinen Paraguay Hongkong Liechtenstein Montenegro Bermuda Mazedonien 1995 Luxemburg | 9      |
| Offizieller           | Aserbaidschan | 1      | – | 0      |